# 2014 في الصومال
فيما يلي قائمة بالأحداث التي وقعت خلال عام 2014 في الصومال:

## السياسة
- الرئيس: حسن شيخ محمود
- رئيس الوزراء : عبد الولي شيخ أحمد (حتى 24 ديسمبر) ، عمر شرماركي (ابتداءً من 24 ديسمبر).

## الأحداث

### يناير
- 8 يناير - إجراء انتخابات رئاسية في أرض البنط، واختيار رئيس الوزراء الصومالي السابق عبد الولي محمد علي غاس رئيسا لولاية بونتلاند

### ديسمبر
- 2 ديسمبر - منظمة الشفافية الدولية تصدر مؤشر مدركات الفساد لعام 2014 ويأتي الصومال في أدنى مرتبة مع كوريا الشمالية. [1]